# Хугуанский кризис

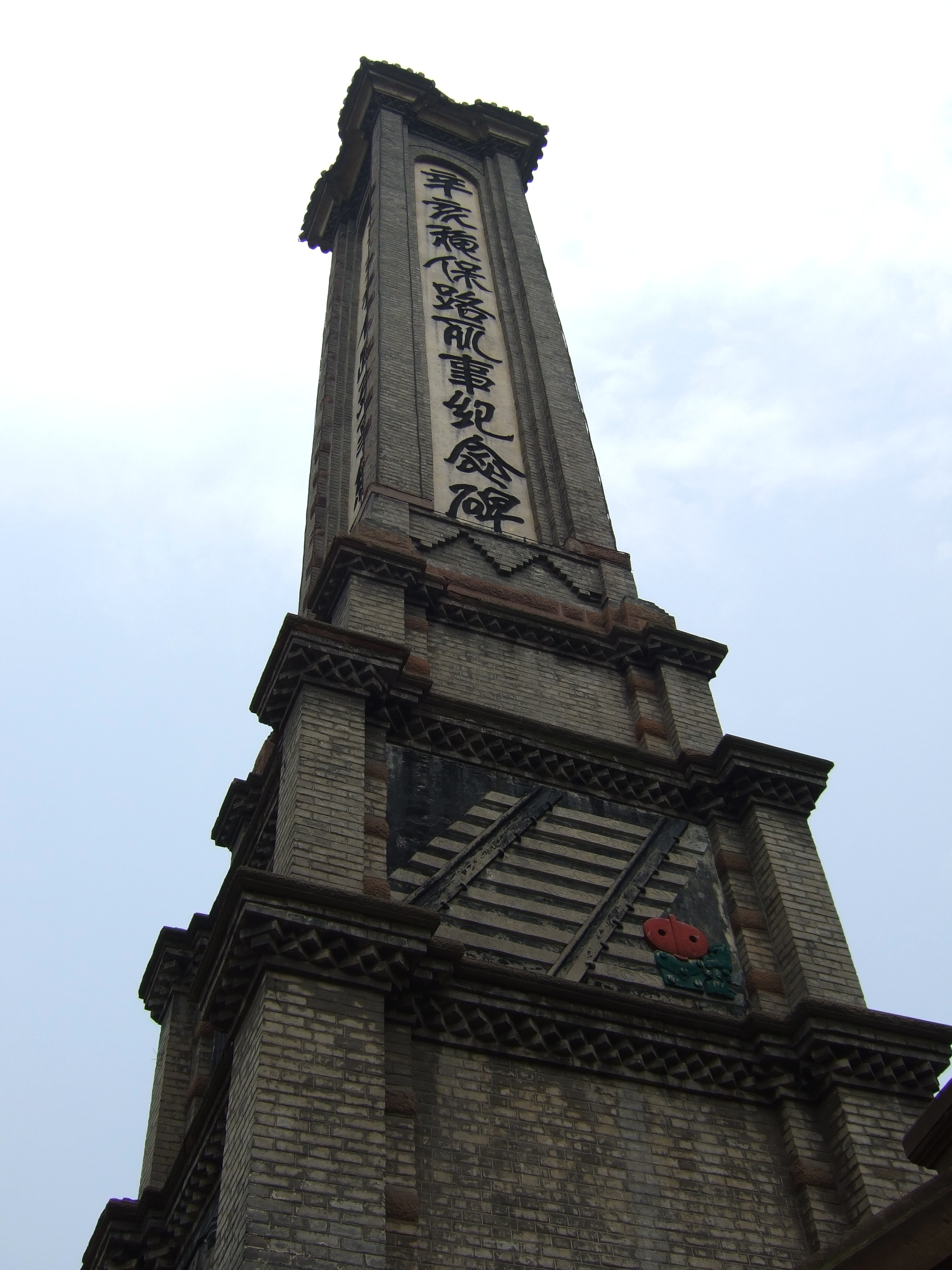
Памятник жертвам «Движения в защиту железных дорог» в Чэнду

Хугуанский кризис — события 1911 года в южном Китае, ставшие предтечей Синьхайской революции.

## Предыстория
После проигрыша Китаем Второй Опиумной войны началось массовое проникновение в страну иностранного капитала. Одним из проявлений этого стало массовое строительство иностранными компаниями железных дорог в Цинской империи во второй половине XIX века. К концу XIX века стала складываться и китайская национальная буржуазия, но она находилась в неравных условиях по сравнению с иностранным капиталом.
1905—1908 годы прошли под знаменем «экономических» движений, развёрнутых шэньши, буржуазией и обуржуазившимися землевладельцами, которые боролись за укрепление своих позиций в хозяйственной структуре страны и оттеснение иностранного капитала. Начиналось всё в форме антииностранных бойкотов и кампании «за возвращение прав, отнятых иностранцами», а позже переросло в движение «в защиту железных дорог» и против новых иностранных железнодорожных займов.

## Хугуанские железные дороги
В 1905 году с участием казны были созданы две смешанные акционерные компании для постройки Хугуанских железных дорог с двумя линиями (Ханькоу-Чэнду и Ханькоу-Гуанчжоу) с общим капиталом около 40 миллионов юаней. Часть его принадлежала правительству, другая пополнялась за счёт специальных налогов и поборов с населения, а также акций, распространявшихся среди шэньши, буржуазии и землевладельцев провинций Сычуань, Хунань, Гуандун и Хубэй.
В мае 1911 года маньчжурское правительство национализировало эти компании в обмен на получение огромного хугуанского займа от банковского консорциума Великобритании, Франции, Германии и США. По этой сделке маньчжуры получили большие средства на собственные нужды, и ослабили позиции периферийных властителей долины Янцзы и Южного Китая, а расплачиваться за это должны были частные акционеры. Крупным держателям акций обещали выплатить лишь часть их стоимости, а мелкие паевые взносы превращались в ничто. Эта национализация железных дорог нанесла удар по миллионам налогоплательщиков — крестьян, ремесленников и мелких торговцев. Указ о национализации дорог и весть о подписании договора о займе вызвали волну возмущения в четырёх провинциях.

## Сычуаньское восстание
В июне оппозиция создала в Чэнду «Товарищество по охране железных дорог Сычуани», а вскоре его филиалы появились и в других городах. К движению примкнуло студенчество. 24 августа в Чэнду состоялся митинг, собравший несколько десятков тысяч человек. Забастовка торговцев и учащихся охватила всю провинцию. На местах беднота громила налоговые управления и полицейские участки. Оппозиция призвала население не платить поземельный налог. В сентябре маньчжурское правительство перебросило в Сычуань из провинции Хубэй войска «нового строя» для подавления непокорных. В ответ лидеры движения выпустили воззвание о «самообороне Сычуани», то есть по сути о её независимости от Пекина. Расстрел по приказу наместника провинции мирной демонстрации в Чэнду стал сигналом к вооружённой борьбе.
Первым восстало население Синьцзиня; город оказался в руках повстанцев, на сторону которых перешли части «новой армии», посланные на их подавление. На Чэнду двинулись вооружённые отряды тайных обществ из многих уездов, к ним примкнули различные слои трудящихся, студенты, а также ряд армейских частей. Повстанцы окружили Чэнду, но взять город не смогли, и после многочисленных боёв отступили. 25 сентября повстанцы провозгласили независимость Сычуани. К началу октября цинским войскам с огромным трудом удалось подавить основные очаги сопротивления.

## Итоги и последствия
Сычуаньское восстание вызвало огромный резонанс в стране, в разных городах (включая Пекин и Шанхай) проходили многотысячные митинги в поддержку восставших. В соседних провинциях Хубэй и Хунань молодёжь стала формировать добровольческие дружины в помощь восставшим, а 10 октября в Учане провинции Хубэй началось вооружённое восстание, ставшее началом Синьхайской революции.